# Harold Vermilyea
Harold Vermilyea est un acteur de théâtre, de cinéma et de radio américain né le 10 octobre 1889 à New York, New York (États-Unis) et mort le 8 janvier 1958 à New York (États-Unis).

## Filmographie
- 1914 : The Jungle : Undetermined Role
- 1917 : Pride and the Devil : Undetermined Role
- 1917 : The Law That Failed : Jack Thorpe
- 1946 : Les Héros dans l'ombre (O.S.S.) : Amadeus Brink
- 1947 : Le Mur invisible (Gentleman's Agreement) : Lou Jordan
- 1948 : California's Golden Beginning
- 1948 : The Miracle of the Bells : Nick Orloff
- 1948 : La Grande Horloge (The Big Clock) : Don Klausmeyer
- 1948 : The Sainted Sisters : Lederer
- 1948 : La Valse de l'empereur (The Emperor Waltz) : Chamberlain
- 1948 : Retour sans espoir (Beyond Glory) : Raymond Denmore, Sr.
- 1948 : Raccrochez, c'est une erreur (Sorry, Wrong Number) : W. Waldo Evans
- 1949 : Un pacte avec le diable (Alias Nick Beal) : Chief Justice
- 1949 : L'Homme au chewing-gum (Manhandled) : Dr. Redman
- 1949 : Enquête à Chicago (Chicago Deadline) : Jack Anstruder
- 1950 : Edge of Doom de Mark Robson : Father Kirkman
- 1950 : La Femme aux maléfices (Born to Be Bad) de Nicholas Ray : John Caine
- 1951 : Katie Did It : Merill T. Grumby
- 1952 : Finders Keepers (en) : Mr. Fizpatrick